# Електронна музика
Електронната музика е музика, която използва аналогови и цифрови електронни музикални инструменти и музикални технологии, базирани на електронни схеми. Като цяло се прави разлика между звук, произвеждан с помощта на електромеханични средства (електроакустична музика) и звук, произведен само с използване на електроника. Електромеханичните инструменти включват механични елементи като струни, чукчета и.т.н., както и електрически елементи, като магнитни звукоснематели, усилватели и високоговорители. Примерите за електромеханични устройства за произвеждане на звук включват телхармониум, Хамонд орган и електрическата китара, които заедно с усилвател и високоговорители обикновено са достатъчно силни за да могат да се чуят от изпълнителите на сцената и от публиката. За разлика от електромеханичните, електронните инструменти нямат вибриращи струни, чукчета или други механизми за произвеждане на звук. Това са устройствата теремин, синтезатор и компютър, които могат да произвеждат електронни звуци без механични елементи.
Първите електронни устройства за изпълнение на музика са разработени в края на 19 век, а малко след това италианските футуристи изследват звуци, които не се смятат за музикални. През 1920-те и 1930-те години се въвеждат електронни инструменти и се правят първите композиции за тях. До 40-те години на XX век магнитната лента позволява на музикантите да записват звуци и след това да ги променят, променяйки скоростта или посоката на лентата, което води до развитието на електроакустична музика на лента през 1940-те години, в Египет и Франция. Конкретната музика (Musique concrète), създадена в Париж през 1948 г., се основава на заедното редактиране на записани фрагменти от естествени и индустриални звуци. Музика, произведена единствено от електронни генератори, е създадена за първи път в Германия през 1953 г. Електронната музика също е създадена в Япония и Съединените щати в началото на 1950-те години. Важно ново развитие е било появата на компютрите за композиране на музика. Алгоритмичната композиция с компютри за първи път е демонстрирана през 50-те години на XX век (въпреки че алгоритмичната композиция сама по себе си без компютър се е появила много по-рано, например в „Музикална игра със зарове“ (Musikalisches Würfelspiel) на Моцарт).
През 1960-те години при музикални изпълнения на живо, електрониката е въведена в Америка и Европа. Японските електронни музикални инструменти започват да влияят на музикалната индустрия, а ямайската дъб музика се появява като форма на популярна електронна музика. В началото на 1970-те години монофоничният синтезатор Минимуг (Minimoog) и японски барабанни машини са помогнали за популяризирането на синтезираната електронна музика.
През 1970-те години електронната музика започва да оказва значително влияние върху популярната музика с усвояването на полифонични синтезатори, електронни барабани, барабанни машини и грамофони, чрез появата на жанрове като диско, краутрок, нова вълна, синтпоп, хип-хоп и електронна танцова музика (ЕТМ). През 1980-те години електронната музика става все по-доминираща в популярната музика с по-голяма зависимост от синтезатори и с усвояването на програмируеми барабанни машини като Роланд TR-808 и бас синтезатори като Роланд TB-303. В началото на 1980-те години цифровите технологии за синтезатори, включително и цифровите синтезатори като Ямаха DX7, са популяризирани, а група музиканти и музикални търговци разработват така наречения цифров интерфейс за музикални инструменти (ЦИМИ) познат най-вече с английското си съкращение MIDI.
Електронно продуцираната музика е широко разпространена в популярното пространство през 1990-те години, поради появата на достъпни музикални технологии. Съвременната електронна музика включва много разновидности и варира от експериментална художествена музика до популярни форми като ETM. Днес електронната музика е най-разпознаваема в своятa 4/4-тактова форма и по-свързана с преобладаващата култура, за разлика от предходните ѝ форми, които са били специализирани за пазарни ниши.

## История
Електронната музика се появява първо като експеримент, предизвикващ чисто академичен интерес. Появява се след Втората световна война с използването на първите лампови звукови генератори, създаващи т. нар. arpeggiatos (2 или повече тона, които се повтарят един след друг с определена скорост). Първите композиции с електронно генериран звук се свързват с имената на Карлхайнц Щокхаузен, Едгар Варез и др. Електронната музика започва да става известна след 1970 г. със създаването и на първите транзисторни звукови генератори. Отначало, най-използваният елемент в електронната музика е т. нар. pad (звуци на фона на другите инструменти, които не променят главната мелодия). Електронни падове се използват в музиката на групи като Kraftwerk, Tangerine Dream и др. По-късно, в началото на 1980-те години, се появяват и първите изцяло цифрови синтезатори (преди това синтезаторите са били смес между аналогови и цифрови звукови процесори). Първите компании, произвеждащи цифрови хардуерни синтезатори, са Роланд, Корг, Ямаха, Сони. Роланд са и първите произвеждащи т. нар. цифрови барабани (digital drum machine). През 1984 г. се появява и стандартът MIDI (Musical Instrument Digital Interface).
В началото на 1970-те се появяват първите групи и артисти, свирещи на електронни инструменти – Kraftwerk, Tangerine Dream, Space, Droids, Rockets, Джорджо Морордер, Вангелис, Клаус Шулце, Жан-Мишел Жар.
Електронната музика започва като експеримент, който включва следните стилове и представители:
- Спейс рок – Tangerine Dream, Клаус Шулце, Вангелис, Исао Томита.
- Електронен симфонизъм – Вангелис, Исао Томита, Жан-Мишел Жар
- Техно-поп – Kraftwerk.
- Електронно диско – Джорджо Морордер, Space, Rockets, Tree Degrees, Sparks, Дона Съмър, Droids, Ganimed, и др.

Бележи своя апогей през 1980-те със стиловете:
- Ню роментик и ню уейв – Ultravox, Visage, Jon Foxx, Duran Duran, Spandau Ballet, A Flock of Seaguls, Orchestral Manoeuvres in the Dark (OMD), New Order, Kim Wilde, Nik Kershaw, Paul Young, Wang Chang, Kajagoogoo, Taco, NENA, Pseudo Echo и др.
- Електро/синт – поп: Bronski Beat, Yazoo, Depeche Mode, The The, Blancmange, Thomas Dolby, Howard Jones, Alphaville, Communards, Sigue Sigue Sputnic, Scritti Politti, Japan, Limahl, Pet Shop Boys, Men Without Hats, Eurythmics, Thompson Twins, FGTH, ABC, Art of Noice, Гари Нюман, Джен Хамър, Mysterious Art, Off, Red FLag, Per Ubu, Fed Gadget, Soft Cell, Nena, Falco, Propaganda, Animotion, Devo, De/Vision, Human League, Heaven 17, Sensus, Hot Shot, Black Jack, Q-Feel, Spoons, Fashion, The Twins, Lime, Krisma, Paris-France-Transit, C-Bank, Roni Griffith, Питър Годуин, Ronny, Taco и др.
- Дарк уейв – Clan of Xymox, Sisters of Mercy – (в албума „Flood Land“ от 1987 г.); както и някои песни на групите: The Cure, Siouxsie & the Banshees, цялото творчество на групата Kirlian Camera и др.
- Електроник боди мюзик (ЕВМ) – Front 242, Die Krups, Front Line Assembly, Laibach и др.
- Експериментална (амбиент) музика: Suicide, Cabaret Voltaire, Браян Ено и др.
- Хай Енерджи/Итало/Джърман/Евродиско – Imagenetion, Taco, Gazebo, Lee Marou, Mico Mission, Den Harrow, Fency, F.R.David, Modern Talking, Sandra, C.C.Catch, Blue System, Bad Boys Blue, Radiorama, Bananarama, Рик Астли, Джейсън Донован, Кайли Миноуг, Boney M – последните им албуми, Sonja, Sanita, Хейзъл Дийн, Dollar, Buck Fizz, Silent Circle, Secret Service, Xenon, Electric Mind, Lectric Workers, Gannimed, Logic System, Tom Hooker, The Creatures, Savage, P.lion, Topo& Roby, M like Moon, Cosmic Disco, Patrick Cowley, Rockers Revenge, The Limit, Illusion Orchestra, The Flirts, Pink Projekt, Frank Duval, Trans-X, Rockets и др.

Поради силния интерес към електронните инструменти редица групи и самостоятелни музиканти, работещи в най-различни стилови категории, използват електронните технологии за създаване на своята музика, без да са обвързани с електронната звучност. Например: ELO, Alan Parson's Project, Barclay James Harvest, ABBA, Boney M, Styx, SAGA, Blondy, Стиви Уиндуоод, Матиа Базар, Ricchi e Poveri, TOTO, Chicago, Ричард Клайдерман, Патрик Моораз, Рик Уейкман, PUHDYS, Karat и др. Това обезсмисля понятието „електронна музика“, защото използването на електронни инструменти навсякъде, независимо от музикалния стил, разширява смисъла на това понятие и то губи конкретния си характер.

### Краят на 19-и и началото на 20 век
Преди създаването на самата електронната музика има растящо желание композиторите да използват появяващите се технологии за музикални цели. Няколко инструмента били създадени, които използвали електромеханични конструкции (устройства), и те проправили пътя към последвалото появяване на електронните инструменти. Електромеханичният инструмент Телехармониум е бил създаден от Тадеус Кахил през 1897 г. В първоначалния си вид инструментът тежал седем тона и бил с размера на фургон. Още няколко подобрени версии били конструирани няколко години по-късно, като последният модел, от 1907 г., е тежал 200 тона). Тереминът е често смятан за първия електронен инструмент, изобретен от професор Leon Theremin приблизително около 1919 – 1920. Друг ранен електронен инструмент бил Ondes Martenot, който бил използван в симфонията „Turangalîla“ от Olivier Messiaen и редица други, предимно френски композитори.

### Следвоенни години: 1940-те и 1950-те
Касетофонът е бил измислен в Германия през втората световна война. Не минало много време преди композиторите да използват касетофона за развиване на нова техника за композиция, наречена музика concrète. Тази техника вплита в себе си правенето заедно на записани фрагменти от естествени и промишлени звуци. Често композиторите, използвали звуци, които са произведени изцяло чрез електронни средства, които са замислени с някаква музикална цел. Първите песни на музика concrète са написани от Пиер Schaeff, който по-късно работи редом с класически композитори от авангарда, като Пиер Boulez и Karlheinz Stockhaus. Stockhaus е работил много години като част от студиото за електронна музика в Кьолн, комбинирайки електронно произвеждащи се звуци с общоприети оркестри. Първата електронна музика, записана на лента, е композирана в Америка и е била завършена от Луис и Bebe Barron през 1950 г.
Два нови електронни инструмента правят своя дебют през 1957 г. За разлика от по-ранния Теремин и от Ondes Martenot, тези инструменти били трудни за използване, изискващи обширно програмиране и никой не можел да свири на тях в реално време. Първият от тези електронни инструменти е компютърът, когато Макс Mathews използвал програма, наречена Music 1, и последвалата Music 2, за да създаде оригинални композиции в Лабораториите Бел. CSIRAC в Австралия бил компютър, който свирил музика в реално време, много по-рано от това (през 1950 или през 1951) и бил също така трудно да се програмира, но музикалното развитие спряло и не е използван за развитие на нова компютърна музика, вместо това свирил популярни мелодии. Други доста известни композитори, използващи компютри тогава, са Edgard Varèse и Iannis Xenakis. Другият електронен инструмент, който се появил в същата година, бил първият електронен синтезатор, наречен RCA Марк II Sound Synthesizer, използвал осцилатори към електронна лампа и въплъщава първия електронен музикален секвенатор. Бил замислен от RCA и е инсталиран и проектиран в Центъра за електронна музика в Колумбия-Принстън, където се намира и до днес.
Центърът за електронна музика в Колумбия-Принстън сега известен като Центърът за компютърна музика е най-старият център за проучване на електронна и компютърна музика в Съединените щати. Бил е открит през 1958 г. от Владимир Усачевски и Ото Luening, които работили с манипулации на магнитна лента още в ранните 1950 г. Студиото било изградено с помощта на инженера Питър Mauzey и станал център на американската продукция за електронна музика близо до 1980-те. Робърт Муг развива контролирани от напрежения осцилатори, които по-късно са използвани в синтезаторите на Moog.

### От 1960-те до края на 1970-те години
Поради сложността на композирането със синтезатор или компютър и поради липсата на успех, повечето композитори продължават да изследват електронни звуци, използвайки музика concrète дори през 60-те. Но музика concrète била тромава в най-добрия случай и няколко композитори потърсили по-добра технология за работата си. Онова търсене довело до образуването на три независими екипа, които по-късно ще развият първите сценични електронни синтезатори.
Първият от тези синтезатори, който се появява, бил този на Buchla. Появявайки се през 1963 г., това бил продукт на опита, който бил поведен от музика concrète и композитора Мортън Суботник. През 1962 г., работейки със субсидия от фондацията на Рокфелер, Суботник и бизнес-партньорът Ramon Sender наемат електронния инженер Дон Buchla да изгради „черна кутия“ за композиции. Суботник описва тяхната идея така:
"Нашата идея беше да изградим черна кутия, която щеше да бъде палитра за композитори в техните домове. Това щеше да бъде тяхното студио. Идеята беше да се замисли, така че кутията да бъде като аналог на компютъра. Това нямаше да е музикален инструмент, но щеше да е модулатор... това беше колекция от модули от контролирани напрежения, способност на напрежение – се погрижиха автори на мех за газ и то имаше секвенатори в него точно до бухалката... то беше колекция на модули, които вие щяхте да съберете. Нямаше никакви две системи. Същата докато CBS не го купи... нашата цел e, че тя щеше да струва под $400 за целия инструмент и ние бяхме много близо. Онова е това защо оригиналният инструмент, за който набрах, струваше по-малко от $500."
Друг сценичен синтезатор, първият използвал клавиатура на пиано, бил творението на Робърт Муг. През 1964 г. той поканва композитора Herb Deutsch да посети неговото студио в Trumansburg. Муг среща Deutsch година по-рано, чул неговата музика и решил да следи идеите на композитора и да изгради електронни музикални модули. По това време Deutsch пристига на посещение на Муг, който създал образци на два контролирани от напрежения осцилатора. Deutsch свири на устройствата няколко дни; Муг намира експериментите на Deutsch толкова мелодично интересни, че той впоследствие изгражда филтър за контрол на напрежението. Тогава, от удар на съдбата, Moog бил поканен през септември на събранието на AES в Ню Йорк, където той изнесъл доклад, наречен "Електронни музикални модули” и продал своя пръв синтезатор на хореографа Alwin Nikolais. От края на събранието, Муг навлиза в търговията със синтезатори.
Също така през 1964 г. Пол Ketoff, тонрежисьор в италианския RCA в Рим, се обърнал към Уилиам O. Смит, който оглавявал електронното музикално студио в американската академия в града, с предложение за изграждане на малък сценичен синтезатор в студиото на академията. Смит обсъдил това с Ото Luening, Джон Eaton и други композитори, които били в резиденцията на академията по същото време. Смит приел предложението на Ketoff и Ketoff предоставил своя синтезатор Synket през ранната 1965 г.
Въпреки че електронната музика започнала в света на класическата или „арт“ композиция, само за няколко години е била приета към популярната култура с променливи степени на ентусиазъм. Една от първите електронни музикални шапки на телевизията била музикалната тема към филма „Doctor who“ през 1963 г. Била е създадена в радиостанцията на BBC от Рон Grainer и Delia Derbyshire.
В края на 60-те, Wendy Карлос популяризира ранната синтезаторна музика с два забележителни албума „Switched-on Bach“ и „The Well-Tempered Synthesizer“ („Добре темперираният синтезатор“, в които са използвани части от класическата барокова музика и са възпроизведени на синтезатора на Муг. Синтезаторът на Муг произвеждал само една нота свирейки, така че за да се възпроизведат многопластовите части на Карлос, изисквало много часове в студиото. Ранните машини били общоизвестно нестабилни. Все още някои музиканти, особено Keith Emerson от Emerson Lake and Palmer ги вземат с тях на път. Тереминът бил изключително труден инструмент за свирене, използван в някои популярни парчета, особено много в "Good Vibrations” от The Beach Boys. Mелотронът също се е използвал, появява се в песента на The Beatles „Strawberry Fields Forever“, а тонпедалът бил уникално използван като поддържащ инструмент в песента“ Yes it is“.
Като развиваща се технология и синтезаторите ставали по-евтини, по-здрави и преносими, били са приети и от много рок групи. Примери за относително ранно приемане в тази сфера са групи като The United States of America, The Silver Apples и Pink Floyd и въпреки че тяхната музика не е била изцяло електронна (с изключение на The Silver Apples), много от получения звук бил зависим от синтезатора, въпреки че обикновено замествал само органа. През 1970-те електронният стил бил революционизиран от берлинската група Kraftwerk, която използвала електронен и роботизиран звук, за да символизира и отпразнува радостно понякога отчуждаването на съвременния технологичен свят. Тяхната музика остава безкомпромисно електронна. Особено в Германия електронните звуци били обединени към популярната музика от групи като Tangerine Dream, Can, Popol Vuh и други.
В джаза усилените акустични инструменти и синтезаторите били комбинирани със серия влиятелни записвания от Weather Report. Джо Zawinul, творец със синтезатор е от онази група, продължила да импровизира в ансамбъла на същия вид. Известният джаз-пианист Херби Hancock с неговата група The Headhunters през 1970 г. представят на слушателите по-широка палитра на електронните звуци, включително и синтезатора, който той изследва по-нататък, дори с повече ентусиазъм, работейки върху албума на The Future Shock, в сътрудничество с продуцента Бил Laswell през 1980, който създава поп хита „Rockit“ през 1983.
Музиканти като Tangerine Dream, Klaus Schulze, Брайън Eno, Vangelis, Майк Oldfield, Жан Мишел Жар, Рей Buttigieg, както и японските композитори Isao Tomita и Kitaro, също популяризират звука на електронната музика. Филмовата индустрия също започва обширно да употребява електронната музика в звукозаписите на филмите. Пример за това са партитурите на Wendy Carlos за A Clockwork Orangе и филмите на Stanley Kubrick по романа на Антъни Бърджис.
Музикалната партитура за „Forbidden Planet“ (Забранената планета) от Луис и Bebe Barron през 1956 г., използвала електронен звук, но не посредством синтезатори. Един път наложили се, електронните звуци станали повече съвместими с популярните филмови звукозаписи. Други научнофантастични филми като „Blade Runner“ и филмовите серии на „Alien“ започнали силно да създават определено настроение и атмосфера от употребата на електронната музика и произлезлите от нея електронни ефекти. Електронни групи,както и други популярни звезди, били също наемани, за да създават цели филмови звукозаписи.

### Края на 1970-те – края на 1980-те– история на индустриалната музика и стила електропоп
В късните седемдесет и ранните осемдесет години на XX век, има много нововъведения в развитието на електронните музикални инструменти. Аналоговите синтезатори дават път до голяма степен на цифровите синтезатори със звуково моделиране. Ранните такива, като ранните синтезатори преди тях, са големи и скъпи. Компании като Fairlight и New England Digital продават инструменти, струващи повече от $100000. В средата на 1980-те, това се променя с развитието на моделите и цената им значително пада. От края на 1970-те много популярна музика е написана с помощта им. Групи и артисти като Ultravox, Gary Numan, The Human League, Landscape, Visage, Daniel Miller, Pete Shelley, Heaven 17, Eurythmics, Severed Heads, John Foxx, Thomas Dolby, Orchestral Manoeuvres in the Dark, Norman Iceberg, Yazoo, The art of Noise, Depeche Mode и New Order развиват нови начини за правенето на популярна музика от електронни средства. Fad Gadget (Франк Tovey) е цитиран от някои като баща на използването на електроника в New Wave, въпреки че Ultravox, The Normal (Даниъл Милър), The Human League и Cabaret Voltaire всички пускат електронни единични песни преди Fad Gadget и имат по-добри такива.
Естествената способност на тези музикални инструменти да правят стохастични, нехармонични статични шумове довежда до един музикален жанр, известен като промишлена музика, водена от пионерни групи като Throbbing Gristle, която слага началото си през 1975 г., Wavestar и Cabaret Voltaire. Някои творци като Nine Inch Nails, KMFDM и Severed Heads вземат някои от рискованите нововъведения на музика concrète и ги използват като механичен танцувален ритъм, а по-късно включват и метални китари. Други като Test Department, Einstürzende Neubauten използват този нов звук и създават електронни композиции. Междувременно, други групи като Робърт Рич използват тези сурови звуци и ги смесват в наситени звукови картини. Други групи като Front 242, Skinny Puppy комбинират тази грубост, рязкост с първоначалното звучене, което е повече поп или по-скоро танцувално ориентирано, образуват т.нар. Electronic Body Music (EBM).
Сродени с растящия интерес към електронната и промишлена музика, са творци, които работят в областта на Дъб музиката. Важен в тази област е продуцентът Адриан Шерууд, чиято издателска марка през 1980 е отговорна за интегрирането на промишленото и шум-естетично звучене, записвано на аудиокасета от творци, имайки индустрално-фънк звучене като Tackhead, певеца Марк Стюърт и други. Това проправя един път за повечето музиканти през 1990 г., интересуващи се от Дъб музиката, като Meat Beat Manifesto и по-късно продуцентите на стилове като Downtempo и Trip-Hop като Kruder & Dorfmeister.

### Скорошни развития: 1980-те до ранните 2000-ни: история на техното, история на хауса, история на транса
Развитието на техно музиката започва в Детройт, САЩ а на хаус музиката в Чикаго, САЩ през ранните и късните осемдесет години на XX век. По-късната основана във Великобритания разновидност на хаус музиката, т.нар. есид хаус е от късните осемдесет и ранните деветдесет години на XX век. Всички стимулират развитието и одобрението на електронната музика в изкуството, и преобладаващото течение и представят електронната танцова музика най-вече в дискотеките и нощните клубове. Електронната композиция може да създаде по-бързи ритми и много по-прецизни от това, което е възможно с традиционен ударен инструмент. Звукът на електронната танцова музика често се характеризира с изменени, подправени електронни звуци (модели) на традиционни инструменти и гласове.
Във Великобритания законодателството се противопоставя на и определя електронната рейв музика и култура като криминална. През 1994 г. то заявява, че рейв музиката „включва звуци изцяло или преобладаващо характеризирани с излъчването на последователни, повтарящи се ритми.“
В течение на години, поевтиняването на подходящата електронна музикална апаратура води до това, че много от популярната музика е била нарастващо правена електронно. Творци като Björk и Moby по-нататък популяризират варианти на този вид на музика в преобладаващото течение.

## Видове: списък на електронни жанрове
Електронната музика, особено в края на 1990-те, навлиза в много жанрове, стилове и подстилове – твърде много, за да бъдат изброени тук и повечето, от които са включени в главния списък. Въпреки че няма никакви трудни и бързи граници, широко говорейки, можем да идентифицираме експерименталните и класически стилове: електронна арт музика, музика concrète; промишлената, индустриална музика и synth Pop, стила на 80-те; Стилове, които първоначално са били определени за танцувални, такива като italo disco, техно, хаус, транс, електро, breakbeat, drum and bass и стилове, които са определяни повече като експериментални или за домашно слушане, такива като IDM, glitch и trip-hop. Разпространението на персоналните компютри и на миди системите започва през 1980-те. Това довежда до създаването на нов жанр електронна музика, известна като chip music или bitpop. Тези стилове произлизат първоначално, използвайки специализирани звукови чипове от компютрите като Commodore 64, Commodore Amiga и Atari ST измежду други, навлязат преди всичко от демосцената. Последните категории като IDM, glitch и chip music имат много общо с музикалните стилове на арт музиката и музика concrète, които ги предхождат от няколко десетилетия.

## Важни творци и диджеи: списък на творци по електронна музика и диджеи
С експлозивния растеж на компютърна технология за музика и последвалия спад на цените на апаратурата в края на 1990-те, няколко творци и диджеи правят електронна музика у дома, което е изумително. С появата на записваща система на твърдия диск (hard disk) става възможно всеки потребител на собствен компютър у дома да стане музикант и за това се покачва броя на домашните групи „bedroom bands“, често състоейки се от един-единствен човек. Въпреки това забележителните творци все още могат да бъдат идентифицирани. В традициите на експерименталното и класическо изкуство още работят и днес Karlheinz Stockhausen, Pierre Boulez и Steve Reich. Жанрът космична електронна музика е оформен в края на 70-те в Германия от Popol Vuh, Klaus Schulze и Tangerine Dream. Влиятелни музиканти в промишления и по-късно в synth pop стила включват Throbbing Gristle, Cabaret Voltaire, the Human League и Kraftwerk, които реализират своя първи албум преди повече от десетилетие през 2003 г. В хауса, техното и drum and bass пионери са Хуан Atkins, Derrick Мей, Goldie, A Guy Called Gerald и LTJ Bukem са още активни от 2003 г. насам.
Световноизвестни творци в електронната музика са: Astral Projection, Electric Universe, Armin Van Buuren, Markus Schulz, Paul Van Dyk, Tiesto, Skrillex, Above & Beyond, Goldenscan, Ferry Corsten Sean Tyas, Hammer & Bennet, Andy Moor, Gareth Emery, Audioholics, Ben Gold, Tim Berg, Erik De Koning, Orjan Nilsen, Akesson, Activa, Jonas Steur, Gofman & Tsukerman, Xerox & Illumination, Mfg, Gms, Eskimo, Atmos, X-Dream, Hardwell, Dannic, Dyro, Leftfield, Aphex Twin, Wizzy Noise, Members Of Mayday, Bizzare Contact, Stereomatic, Electro Sun, Goa Gil, Astrix, Trance[]Control, Voodoo & Serano, Dynamic, Space Cat, Melicia, Goa Syndrome, Psysex, SBK, The Crystal Method, Warp Brothers, Nexus, Scooter, Westbam, Vibrasphere, Yahel, Hallucinogen, Man With No Name, Absolum, Antiloop, Skazi, Son Kite, Mekkanika, Altom, Kai Tracid, Perplex, Bitmonx, Gataka, Fatboy Slim, Faithless, Fluke, The Chemical Brothers, Daft Punk, The Crystal Method, Massive Attack, Orbital, Underworld, Björk и Moby (Cut Chemist, Air, Fatboy Slim, Faithless, Fluke, The Chemical Brothers, Daft Punk, DJ Shadow, The Crystal Method, Massive Attack, Nine Inch Nails, DJ Spooky, Nathan Fake, The Prodigy, Orbital, Propellerheads, Underworld, Björk, Benny Benassi, BT and Moby и някои от тях продължават да пускат албуми и да представят музиката си редовно (понякога на арени с размер на стадион, такива на които популярността на електронната танцова музика е нараснала). Някои изпълнители като Astral Projection, Electric Universe, Orbital, Paul Oakenfold, Paul van Dyk, Armin van Buuren, Ferry Corsten и Tijs Verwest (aka Tiësto) са достигнали статус на истински суперзвезди. Те правят за часове обединяване, миксиране на тяхната музика с презаписани сингли. Някои диджеи имат и радиа, които звучат в интернет, излъчват седмични предавания, такива като A State Of Trance, шоу смесвано от Armin van Buuren. Критично приветствани Autechre и Aphex Twin продължават да поставят предизвикателни рекорди за слушана музика.
Американският музикант Skrillex има най-много награди грами от всички електронни музиканти - осем на брой.

## Известни музикални издатели
До 1978 г. и появата на Mute Records няма почти никакви музикални издатели, които да се занимават изключително и само с електронна музика. Поради този недостиг на пазар, много от ранните техно пионери започват да реализират техните собствени. Например Хуан Atkins основал Metroplex Records и Richie Hawtin основава неговия много влиятелен Plus 8 лейбъл. Във Великобритания Warp Records се появяват през 1990-те като от един от известните източници на слушаната вкъщи и експериментална музика. По-късно се появяват Astralwerks, Ninja Tune, Tiesto's Black Hole Recordings и Oakenfold's Perfecto Record label.

## Пресата за електронна музика – започва да се пише за електронна музика
Източници на списания от Съединените щати включват такива като Urb, BPM Magazine от Лос Анджелис и други като XLR8R, e/i и Grooves. Източници на британската електронна музика включват лондонското списание The Wire, DJ, Mixmag, Knowledge, Computer Music, Music Tech Magazine и Future Music. Германското списание Spex както и берлинското De:bug.

## Звукова основа
Когато звуците на естествените тонални инструменти са анализирани в честотната област, спектърът на тоналните инструменти показва върхове на амплитуда при хармониците. Тези честоти на хармониците са главно разположени близо към основата на тона.
Ударните се нуждаят обикновено от хармоници и се проявяват в спектърът, който се съдържа главно в шум, който е оформен от резониращите честоти на структурите, които създават звуци. Резониращите свойства на инструментите също образуват спектъра на струнните, вятъра, гласа и другите естествени инструменти.
В най-общоприетите синтезатори, с цел ресинтез, записването на истински инструменти могат да бъдат сметнати за съставени от няколко компонента.
Тези звукови компоненти представят акустичните отговори на различните части на инструмента, звуци произведени от инструмента през различните части от свиренето или режима на работа на инструмента в различни състояния на свирене (тоналност, интензивност на свирене). Отличителния тембър, интонацията и атаката на истинския инструмент може да бъде създадена, като се обединяват заедно тези компоненти по такъв начин, че да наподобява естественото поведение на истински инструмент. Терминологията варира в зависимост от методологията и производител на синтезатора, но компонентите са често споменавани като осцилатори или части/ partials. Възпроизвеждането с по-голяма вярност на естествен инструмент може да бъде постигнат, използвайки повече осцилатори и в повечето синтезатори се използват между един и четири осцилатора по подразбиране.
Един от най-забележителните аспекти на кой да е звук е неговата амплитуда. Това определя дали звукът е ударен от барабан или постоянен – като струна на цигулка. Много често това оформяне на амплитуда на звука е реализирано с „ADSR“ (Attack Decay Sustain Release), който модел използва, за да контролира плътността на осцилатора. Освен от получаването, всички от тези етапи са възстановени от промяна в обем (типично експоненциална).

## Електронни музикални инструменти
Електронният музикален инструмент е музикален инструмент, който произвежда звук, използвайки електроника. В контраст изразът електрически инструмент е използван, за да визира инструменти, чийто звук е създаден механично или се променя електронно, например електрическата китара. Обикновено инструментът има някакъв начин, по който контролира звука, като нагласяване на тоналността, честотата или времетраенето на всяка нота.
Всички електрически и електронни инструменти могат да бъдат смятанти за подмножество на преработващите приложения на звуковия сигнал. Елементарните електронни музикални инструменти понякога са наричани звукови ефекти; границата между звуковите ефекти и истинските музикални инструменти е често неясна.
Френският композитор и инженер Edgard Varèse създава много композиции, използвайки електронни валдхорни, свирки. Значително е неговото произведение Poème Électronique, което той написал за Phillips за панаира в Брюксел през 1985 г.
Електронните музикални инструменти са използвани днес в повечето музикални стилове. Развитието на нови електронни музикални инструменти продължава да бъде изключително активно и интердисциплинарна област на проучване. Специални конференции, особено международната конференция на новите интерфейси за музикално изразяване – International Conference on New interfaces for musical expression, е организирана за да опише работата през годините, както и да предостави изява на творци, които представят или създават музика с нови електронни музикални инструменти.

### Ранни електронни музикални инструменти
В най-широкия смисъл, най-първият електронен музикален инструмент е Denis d’or от 1753 г. Той е следван от електрическия клавесин на французина Джийн-Baptiste de Laborde от 1761 г.
Първият изключително електронен музикален инструмент Телхармониум е изграден от Tадеус Кейхил през 1906 г. Използва електрически и звукови генератори, за да произвежда ноти, има дължина 18 м и тежи 200 тона; поради липсата на подходящи високоговорители тогава, музиката е разпределена върху телефонната мрежа.
Един от многото инструменти, конструирани през следващите десетилетия, е Тереминът, измислен от Leon Theremin през 1917 г., който използва електронна лампа с осцилатор, за да прави звуци, които зависят от взаимодействията на потребителя с електронното поле. Това е последвано през 1928 г. от Ondes Martenot, който има клавиатура, както и няколко спомагателни контолери.
Звукът на Ondes Martenot е използван широко в симфонията на Turangalîla и други творби на Olivier Messiaen. Това не са истински синтезатори в съвременния смисъл на думата, тъй като те не са били оформени, за да произведат обхвата на сложните звуци, поради липсата на хармонични съставки, давайки единични чисти тонове с контролирана тоналност, амплитуда и вибрато.
През 1929 г. Friedrich Trautwein открива Trautonium в Берлин. Свирило се е с жица на съпротивление, която трябвало да бъде натисната срещу метална чиния. Oskar Sala е един от първите музиканти, продължил развитието му до неговата смърт през 2002 г. Paul Hindemith написва няколко композиции за него.
Тези ранни електронни инструменти произвеждат само чисти тонове и са често използвани, за да правят авангардна, нова музика. През април 1935 г. Laurens Hammond представя Hammond tonewheel органа, който създава сложни тонове, използвайки електромеханичен принцип, получен от устройството на Телхармониум. По-късният вариант на Хамонд използва говорители Leslie, за да постигне специални ефекти на модулация и оставящият звук на Хамонд органа все още е смятан като база за сравнение на електронни органи. Този звук може да бъде пресъздаден от много от съвременните синтезатори и цифрови семпли.

### Синтезатори
Синтезаторът – synthesizer (Synthesiser на британски английски език) е електронен музикален инструмент, замислен да произвежда електронно създаден, генериран звук, използвайки техники, като добавяне, изваждане, честотно модулиран синтез, физически моделирани синтези или изкривявания за фазата.
Синтезаторите създават звуци чрез директна манипулация на електрически напрежения (както в аналоговите синтезатори) и математическа манипулация на дискретните стойности, използващи компютрите (както при софтуерните синтезатори) или от комбинацията на двата метода. Във финалния етап на синтезатора електрическите напрежения, създадени от вибрациите на синтезатора в диафрагмите на високоговорителите, слушалките и др. Този синтезиран звук е различен, контрастира на записания естествен звук, където механичната енергия на звуковата вълна е превърната в сигнал, който ще бъде превърнат обратно в механична енергия като се възпроизвежда.
Синтезаторите обикновено имат клавиатура, която осигурява човешкия интерфейс към инструмента и често е възприеман като клавирен инструмент. Човешкият интерфейс на синтезатора не трябва да бъде непременно клавиатура или също така синтезаторът не е необходимо стриктно да бъде свирен от човек. Различни клавишни синтезатори или контролирани синтезатори са били разработени.
Обикновено най-използваните електронни инструменти са синтезаторите, наречени така, защото създават изкуствено генериран звук, използвайки техники като прибаване, изваждане, честотно модулиран синтез и физическо моделиране, за да създават звуци.
Доктор Робърт Mуг представя първия практичен търговски модерен музикален синтезатор с неговия синтезатор Муг. Този инструмент използва серия от тон генератори с ключове, които нагласят височината на тона. За да спечели достатъчно пари за проектирането на този синтезатор, Mуг продава теремини – много странен инструмент, който не използва никакви превключвачи за активиране на тоналността или обема, разчитайки вместо това на чифт антени и променливия капацитет в електронното поле, получен от ръцете на инструменталиста.
Първите цифрови синтезатори са академични експерименти в звуковия синтез, използващ цифрови компютри. Честотно модулираният синтез е развит за тази цел, като начин да се създадат сложни звуци цифрово с най-малкия брой компютърни операции посредством звукови модели.

### Sampler (musical instrument)
Появяването на цифровите семплери прави семплирането далеч по-практично и както семплерите прибавят нарастващо повече цифрово преработване към своите записани звуци, те започват да се обединяват в течението на съвременните цифрови синтезатори. Първият цифров семплиращ синтезатор е Computer Music Melodian, който е наличен през 1976 г. Първият полифоничен цифров семплиращ синтезатор е произведен от австралиеца Fairlight CMI, който е първо наличен през 1979 г.
Предшестващ на компютърно базираната семплираща памет, музикантите използват записващи, повтарящи клавиатури, които запазват записите на музикалните инструменти и звуковите ефекти на аналогов запис.
Съвременните цифрови семплери използват до голяма степен цифрова технология, за да преработят семплите в интересни звуци. Akai създава много преработващи техники, такива като Crossfade Looping, който елиминира дефектите и Time Stretch, който допуска скъсяване или удължаване на семплите без да засегне тоналността.
През ранните деветдесет години на XX век, в хибридните синтезатори започват да се появяват такива, използващи много кратки семпли, примери за естествени звуци и инструменти (обикновено фазата на атака на инструмента) заедно с цифров синтез, за да създадат повече реалистични звуци на инструмент. Примери за това са моделите на Korg M1, O1W и по-късната серия на Triton и Trinity, серията SY на Yamaha и Kawai K серията инструменти.
Съвременната работна музикална станция изобразява обикновено елемент на семплиране от елементарното възпроизвеждане до комплексното редактиране, което съвпада с почти най-съвременните посветени изпробвачи.

## Примери на цифрови семпли. Компютърни музикални мелодии
Компютърна музикална компания е стартирана в Ню Джърси, САЩ, през 1972 г. от Хари Mendell и Дан Корнер. Компанията е създадена, за да развие и пласира музикални инструменти, базирани на компютърен софтуер.
Melodian е базиран върху Digital Equipment Corporation PDP – 8 компютър и D/A и A/D превръщане и Anti-aliasing филтри. Melodian е първо използван от Стиви Уондър в „Secret Life of Plants“ (1976). Melodian е едноканален синтезатор, 12-битов, А/D и честоти на семплиране повече от 22 кхц. Конструиран е да бъде съвместим и с аналогови такива. Това значи, че Melodian улавя всички честотни модулационни ефекти, включвайки контактната контролна лента и правейки го най-добрата технологията, която е налична тогава.

## Композитори
Като музиканти, видно е, че някои от най-добрите музиканти и изключително приветстваните институции са до голяма степен отговорни за направения прогрес в електронна музика. Това включва такива знаменитости като Stokowski, Boulez, Stockhaus и институции като Колумбийския университет, университета в Принстън и Станфордския университет, както и изключително много активни и съвременни студиа в Европа. В началото наченките на истинската електронна музика е прието с дълбоко признание. Списание „Time“ и списание „Today show“ изобразяват в специални теми експерименталните композитори и тяхната музика и това е индикация, че те са приемани добре от общоприетите музиканти.
Хората, въвлечени в електронна музика, продължават да идват от много различни посоки и не само от класически традиционното изкуство или музикалната академия. Този факт може да бъде част от причината класически тренираните изпълнители да имат по-малка осведоменост за електронната музика, отколкото трябва да имат, имайки предвид историята ѝ. Тези класически изпълнители имат склонност да учат от музиката от преди и началото на XX век. Можем да изведем от кратък поглед върху историята на електронната музика като прогресът представя естествения ход, продължаващ прогреса на класическата музика. Много хора смятат като флейтиста Patricia Spencer, че изследването на електронните инструменти представя развитието на нови инструменти.
Неговото включване в текущото образование е напълно подходящо; всъщност, щеше да бъде лошо да се изключи преподаване на тази музика, виждайки представящата сегашна тенденция и това донякъде дълбоко засяга бъдещето на класическа музика. Поддръжници, защитниците на електронна музика днес разбират важността от познаването на историята, както е илюстрирано в това изявление от флейтиста Elizabeth McNutt „познанието на историята внася по-голямо разбиране и ние опрощаваме повече“.
Mario Davidovsky е една от най-важните съществуващи фигури в електронна музика, който описва ефекта от електронната музика върху неговото акустично писане: ”Бях невероятно повлиян от всички тези нови идеи за това как звукът можеше да звучи." Той разбира, че тази музика има голямо въздействие върху всички съвременни композитори: „Ние можем да кажем, че музиката от 20 век е била много повлияна от електронната музика, без значение дали композиторите използват електронни инструменти или не.“

## История на електронната музика
Историята включва прогрес в музикалната технология изобщо, някои значителни творби и композитори и не се фокусира върху музиката за флейта индивидуално. Интересно е, че композиторите на материалите, които са анализирани в тази дисертация, имат свое собствено място в тази история.

## Устройства за записване
Важно начало на историята на електронната музика е способността за записването на звуците, която не е възможна до 1867 г. Тогава Leon Scott de Martinville пръв записва звукови очертания на цилиндри, които са покрити с въглерод. Това важно откритие е предшественикът на грамофона.
Само десетилетие по-късно, през 1878 г., Томас Едисон патентова грамофона, който използва цилиндри, както е демонстрирано в устройството на Leon Scott de Martinville. Въпреки че цилиндрите продължават да бъдат използвани дълго след това, скоро след като грамофонът влиза в употреба, Emile Berliner разработва грамофонната плоча през 1897 г. Също през тази година Emile Berliner развива телефонния предавател.
В Копенхаген през 1898 г. Valdemar Poulsenen патентова първата магнитна записваща машина, използваща телеграф като записващо средство. Това устройство е кръстено Telegraphone. То причинява фурор в 1900 г., когато е показано на обща изложба в Париж. През следващата двойка десетилетия много експериментални устройства са изобретени, но някои от тях остават в сянка, тъй като технологията ги надминава.

## Стилове
До 1991 се обособяват последните стилове на електронната музика:
- Ню ейдж
- Рейв
- Техно
- Транс
- Асид
- Хаус (ранен хаус, наричан още Чикаго хаус)
- Дръм енд бейс
- ембиънт
- Чил аут
- Трип-хоп
- Дарк техно

След 1995 – 1996 започват развитието си и нови стилове:
- Гоа
- Психеделичен транс
- Bigbeat
- Speedcore
- Дъбстеп

## Виж oще
- Компютърна музика
- Прогресивна електронна музика